# 스탈린 격하 운동
스탈린 격하 운동 또는 탈스탈린화는 이오시프 스탈린의 흔적으로부터 벗어나는 옛 소련의 정책을 말한다.
1953년 3월 5일, 스탈린이 사망한 후 1956년 제20차 전당 대회에서 니키타 흐루쇼프는 스탈린의 죄상을 낱낱이 고발하는 장시간의 연설을 했다. 물론 그 이전에도 《프라우다》는 "의사들의 음모"가 전혀 있지도 않았던 일임을 발표했지만, 이 사실은 극히 드문 일에 불과했으며 흐루쇼프는 스탈린의 숙청의 희생자가 된 많은 사람들이 결백함을 인정했다. 흐루쇼프의 연설 내용은 결코 신문에는 발표되지 않았으나 꼬리에 꼬리를 물고 퍼져 나갔다.
1961년, 블라디미르 레닌과 나란히 대영묘에 묻혔던 스탈린의 시체는 모스크바 크렘린 궁내의 지하로 이장되었다. 이에 따라 탈스탈린화 작업은 소련권 내에 있는 모든 나라에서 의무적으로 이루어졌다. 뿐만 아니라 그의 조상(彫像)과 기념물들도 점차 사라졌다. 체코슬로바키아의 수도인 프라하에 있던 스탈린의 유품이 얼마나 엄청났던지 체코슬로바키아 정부는 군대를 동원하면서까지 제거 작업을 벌여야 했을 정도였다. 지금까지 그에 대한 숭배의 표시로 남아 있는 것으로는 오직 그의 고향 조지아의 고리 마을이 성역화되어 있는 것 뿐이다.

## 전개
스탈린주의의 영향력을 감소시키려는 움직임은 1956년 니키타 흐루쇼프가 《인격 숭배와 그 결과》를 발표하며 이오시프 스탈린을 공개적으로 비판하기 이전부터 있었다. 1953년 라브렌티 베리야가 굴라그 수감자를 석방하며 스탈린 격하 운동의 신호탄을 알렸으며, 1954년에는 아나스타스 미코얀이 흐루쇼프에게 스탈린을 비난할 것을 공개적으로 종용하기도 했다. 
1956년 2월 25일 소련 공산당 제20차 당대회에서 스탈린 격하 운동이 공식적으로 승인되었고, 개인숭배를 교육받던 소련 시민들에게 큰 충격을 주었다. 
하지만 시민들은 흐루쇼프의 스탈린 격하 운동에 우호적이지 않았고 스탈린의 고향아 그루지야에서는 스탈린 격하 반대 시위가 일어났다.
하지만 거센 반발에도 흐루쇼프는 스탈린 격하를 계속 추진했고, 그 결과 1957년부터 1964년까지 이 운동은 정점을 찍게 되었다. 1957년 반당집단이 숙청되었고 스탈린 평화상은 레닌 평화상으로 명칭이 변경되었다. 1961년부터 이오시프 스탈린의 이름을 딴 지명은 개칭되었고, 이오시프 스탈린의 방부처리된 시신은 레닌 영묘에서 파묘되어 화장당했다. 
1964년 흐루쇼프가 경제 정책 실패로 실각된 이후 스탈린 격하 운동은 잠정 중단되었고, 과도한 비판은 수정, 삭제되며 스탈린에 대한 부분적 복권이 이루어졌다. 
1965년부터 레오니트 브레즈네프 정부는 스탈린 격하 운동을 제한했고, 그 결과 스탈린에 대한 균형잡힌 평가가 이루어지기 시작했다. 1979년 프라우다는 스탈린 탄생 100주년을 축하하며, 그를 블라디미르 레닌의 훌륭한 동지라고 표현했다.

## 스탈린 격하 운동으로 인해 바뀐 지명
1961년 이후 동구권에서 스탈린의 이름을 딴 도시들이 기존 명칭으로 환원되거나 다른 이름으로 변경되었다.
- 불가리아 인민공화국 스탈린 → 바르나
- 루마니아 사회주의 공화국 오라슐스탈린 → 브라쇼브
- 소련 스탈리나바드 → 두샨베(현타지키스탄)
- 소련 스탈린그라드 → 볼고그라드(현러시아)
- 소련 스탈리노 → 도네츠크(현우크라이나)
- 소련 스탈리니리 → 츠힌발리(현조지아)
- 소련 스탈리노고르스크 → 노보모스콥스크(현러시아)
- 소련 스탈린스크 → 노보쿠즈네츠크(현러시아)
- 동독 슈탈린슈타트 → 아이젠휘텐슈타트
- 헝가리 인민공화국 스탈린바로시 → 두너우이바로시
- 폴란드 인민공화국 스탈리노그루트 → 카토비체

## 같이 보기
- 탈공산화
- 1956년 조지아 시위
- 소련의 역사 (1953년 ~ 1985년)
- 신스탈린주의